# Edmund Tarbell

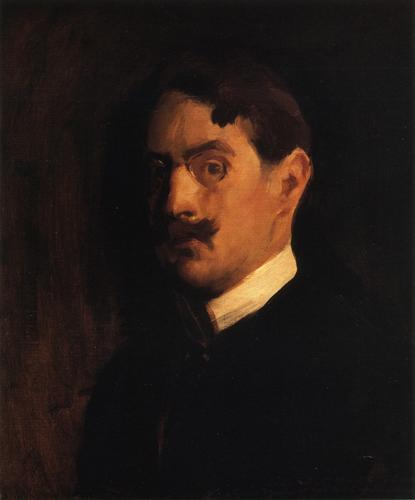
Edmund C. Tarbell, zelfportet, 1895

Edmund Charles Tarbell (Groton, Massachusetts, 26 april 1862 – New Castle, New Hampshire, 1 augustus 1938) was een Amerikaans kunstschilder. Hij was lid van de Ten American Painters en wordt vooral gerekend tot het impressionisme.

## Leven en werk
Tarbells vader overleed kort na zijn geboorte aan tyfus, tijdens de Amerikaanse Burgeroorlog. Zijn moeder trouwde met een ander en liet de opvoeding van Edmund en zijn zusje over aan diens grootouders. Edmund nam al op jonge leeftijd schilderlessen en ging in 1879 naar de School of the Museum of Fine Arts te Boston, waar hij studeerde met Robert Reid en Frank Weston Benson. In 1883 ging hij samen met Benson naar de Académie Julian in Parijs, waar hij studeerde onder Gustave Boulanger en Jules-Joseph Lefebvre. Hij kreeg daar de gebruikelijke academische opleiding, maar werd tevens sterk beïnvloed door de impressionisten in Frankrijk. Het spanningsveld tussen het academische en het impressionistische zou in zijn hele verdere carrière herkenbaar blijven.
Na een reis door Italië, België, Duitsland en Engeland keerde Tarbell in 1886 terug naar Amerika, naar Boston, en begon te werken als illustrator, portretschilder en docent aan de School of the Museum of Fine Arts, waar hij zelf zijn opleiding was begonnen. In 1888 huwde hij de bemiddelde Emeline Souther, en kreeg met haar een zoon en drie dochters, die later regelmatig model voor hem zouden staan.
Als portretschilder legde Tarbell veel vooraanstaande Amerikanen op het witte doek vast, waaronder de presidenten Woodrow Wilson, Calvin Coolidge en Herbert Hoover. Naast zijn portretwerk schilderde hij veelvuldig ‘en plein air’, vooral landschappen. Veel van zijn werk heeft een duidelijk impressionistisch karakter. Succes had hij met de expositie van zijn schilderij In the Orchard in 1891. In zijn latere werk is de invloed van Johannes Vermeer herkenbaar, met name in het gebruik van lichteffecten, stiltecreatie en penseelgebruik. Een bekend voorbeeld is Preparing for the Matinee.
In 1897 werd Tarbell lid van de Ten American Painters en de National Academy of Design. In 1914 was hij medeoprichter van The Guild of Boston Artists, waarvan hij later voorzitter werd. Later, van 1919 tot 1926, was hij ook nog directeur van de Corcoran School of Art te Washington D.C.. Hij overleed in 1938, op 76-jarige leeftijd.

## Galerij

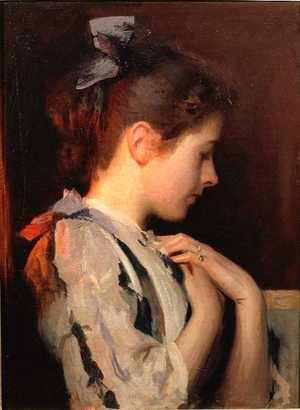
Amethyst
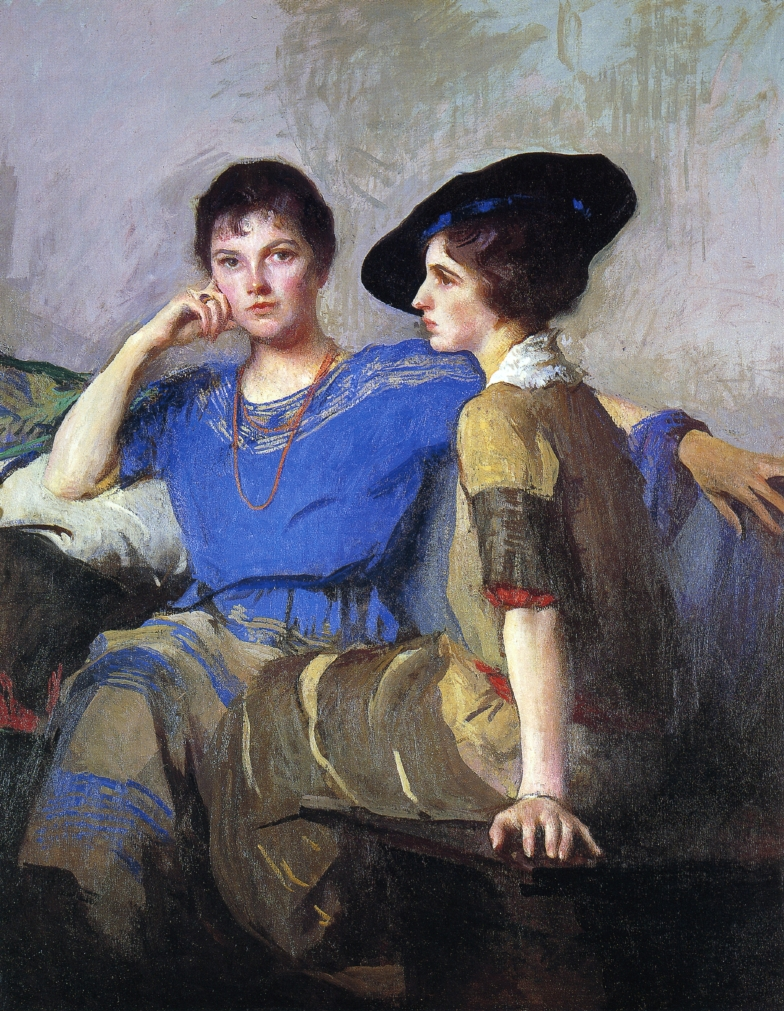
The Sisters
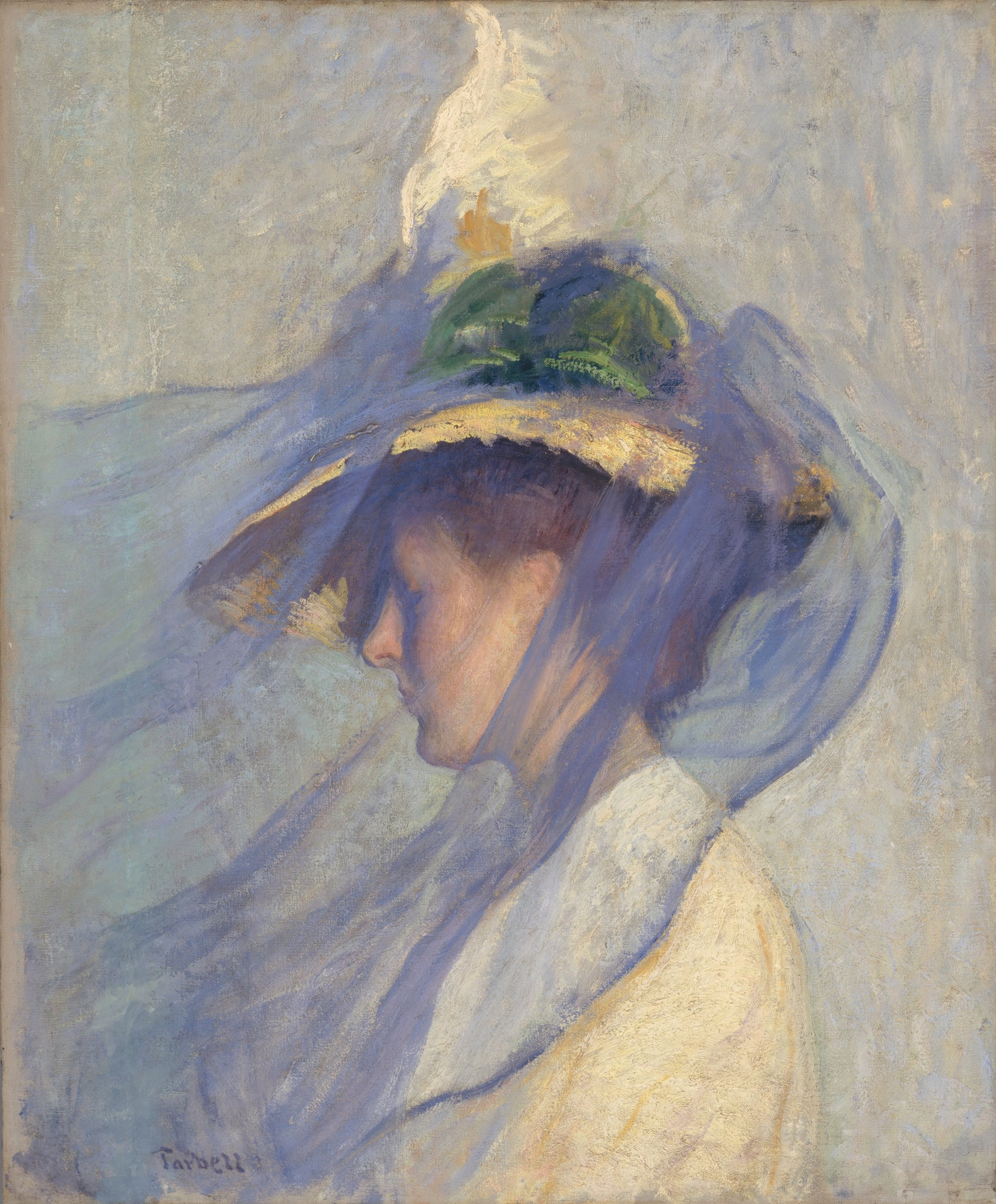
The Blue Veil
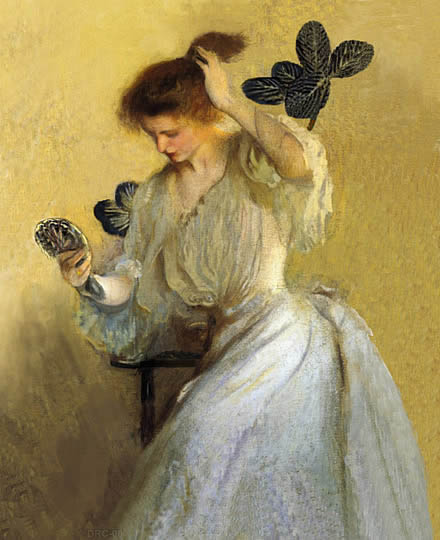
Obra
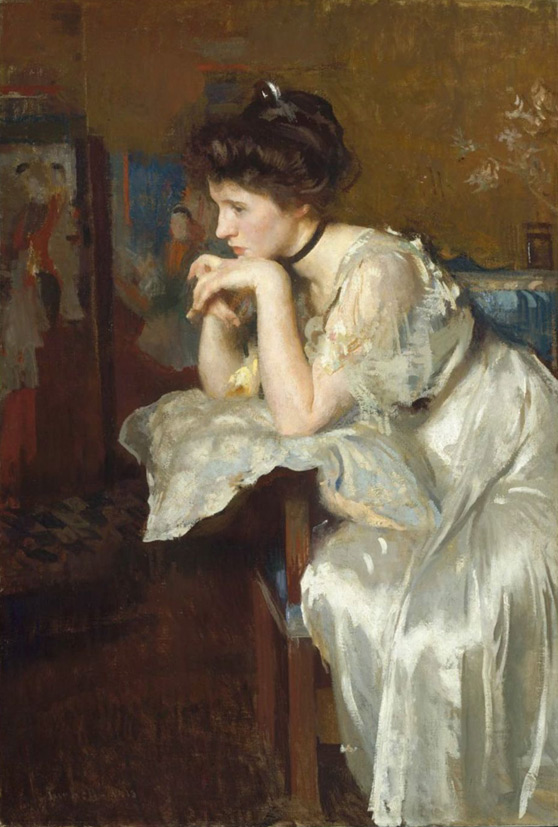
Reverie (Katherine Finn)
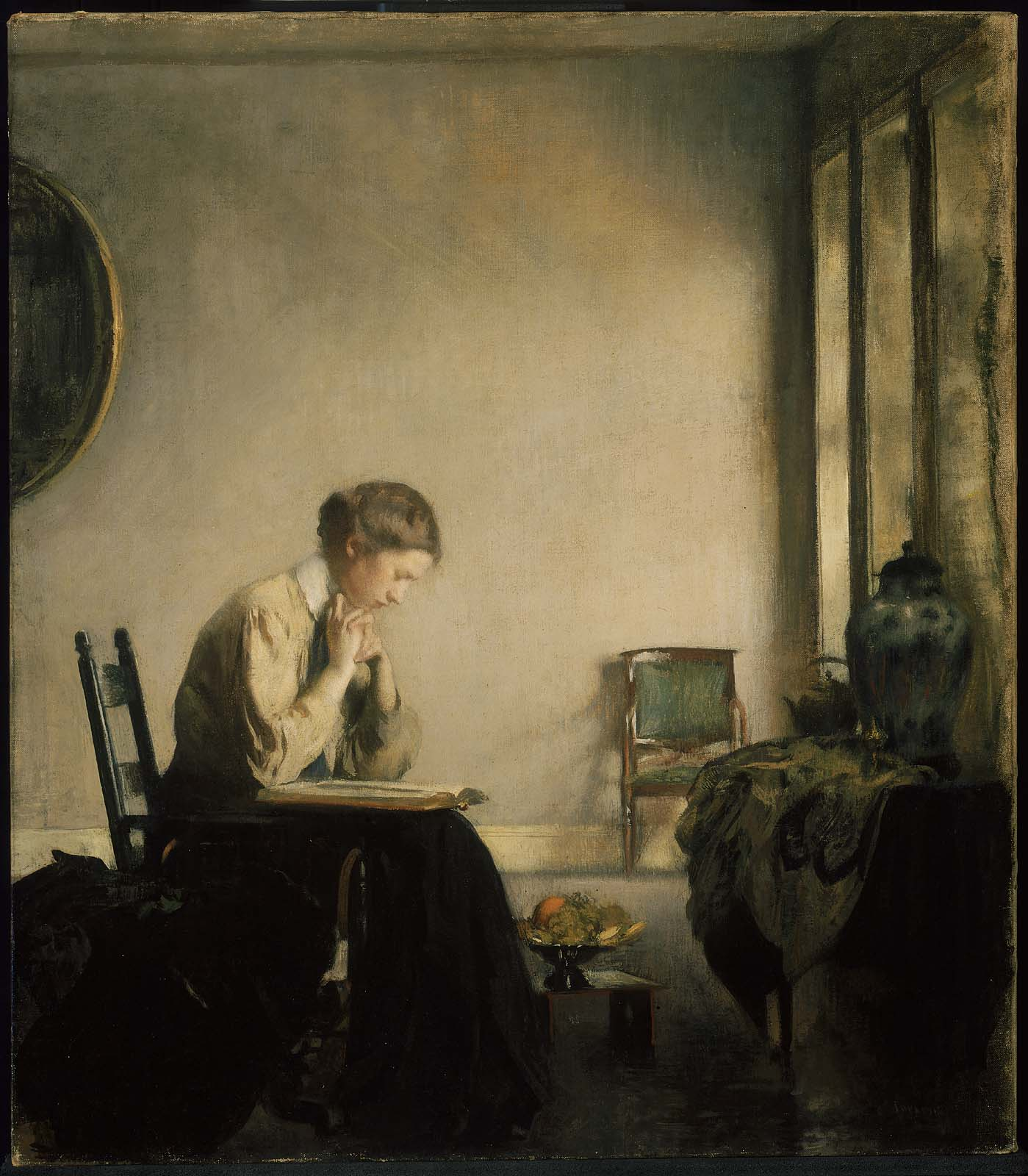
A Girl Reading
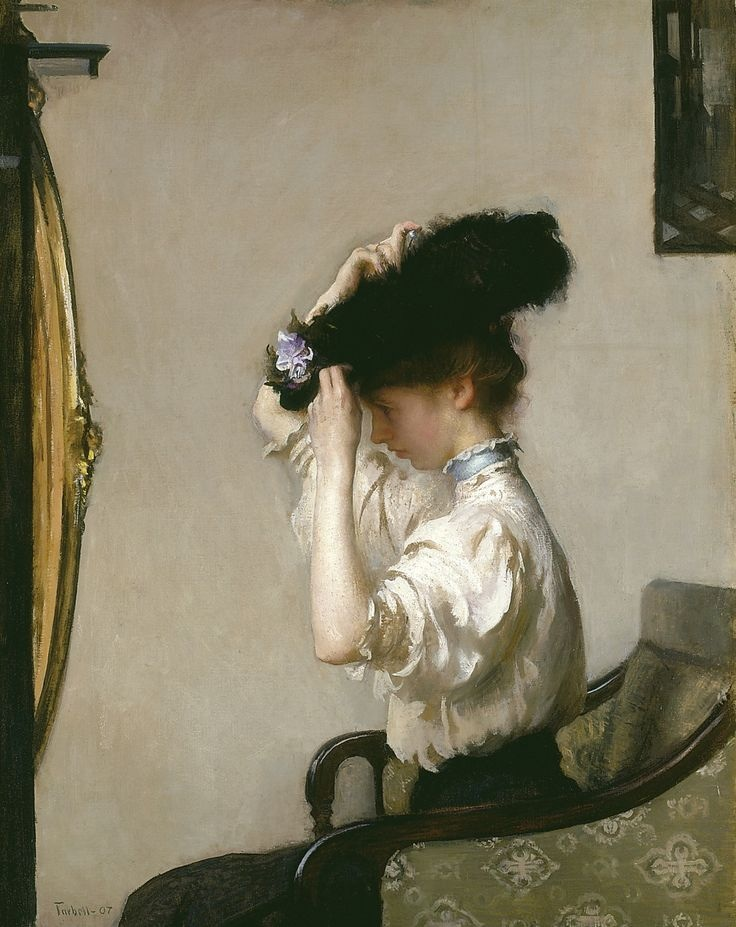
Preparing for the Matinee
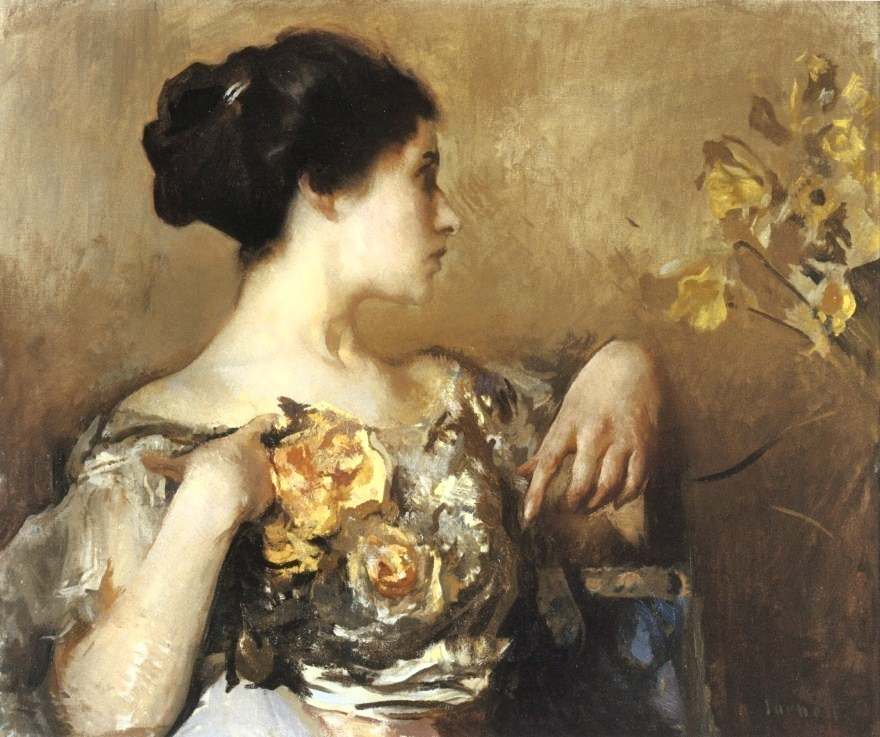
Lady with a Corsage
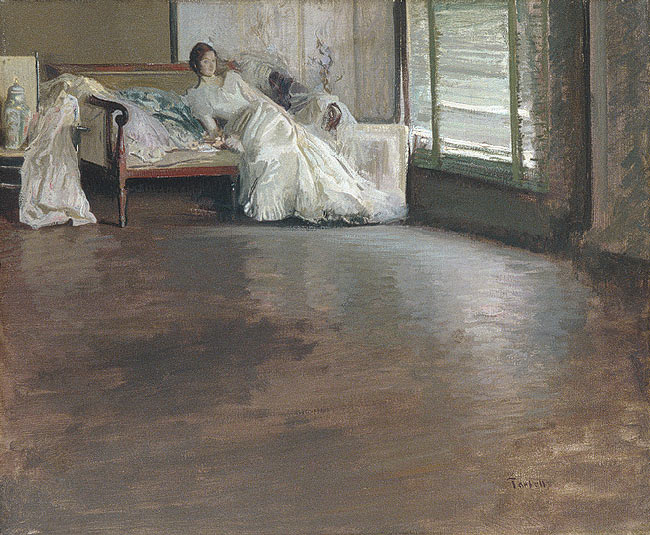
Across the Room
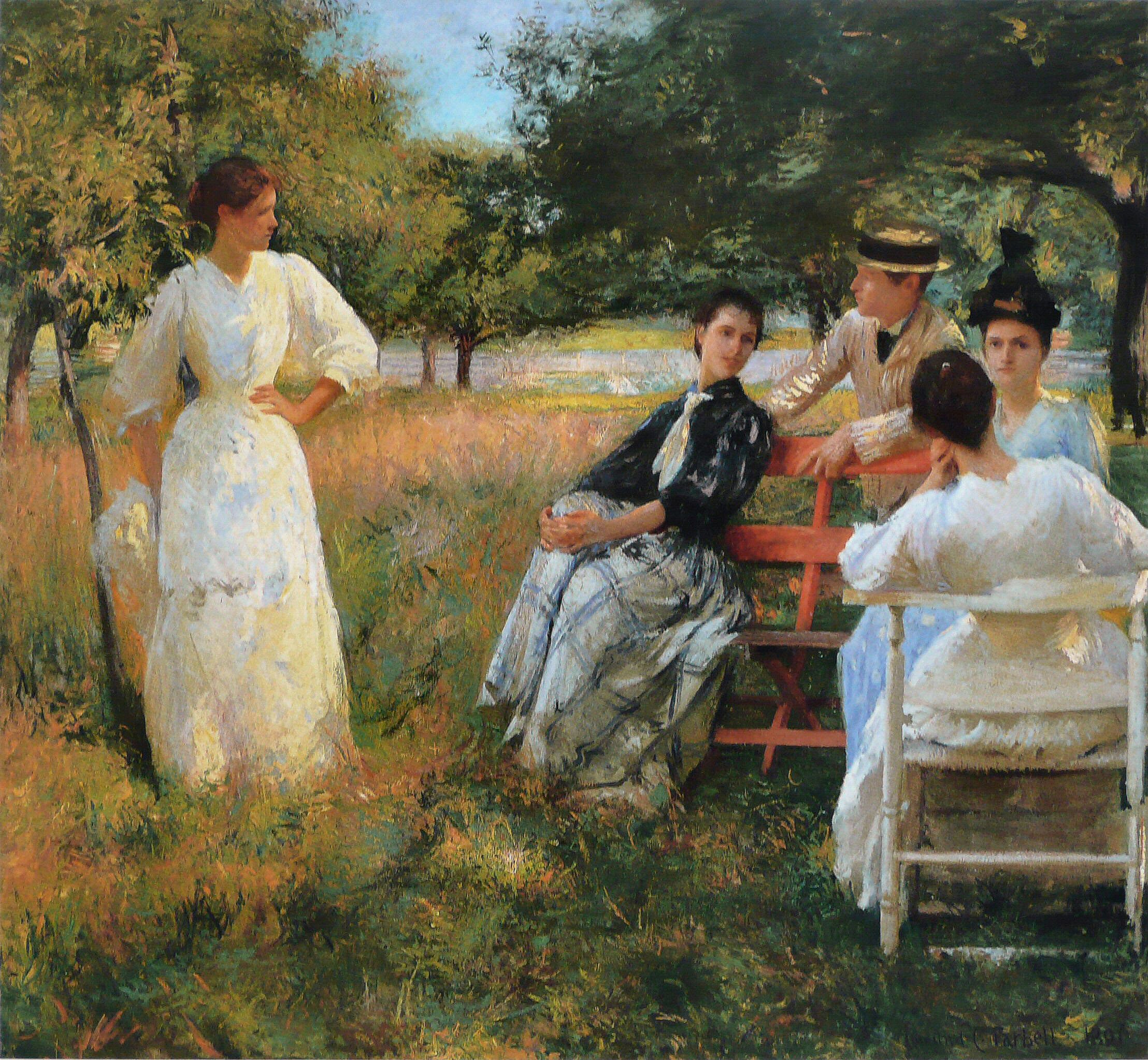
In the Orchard